# Bilac (ort)
Bilac är en ort i Brasilien.   Den ligger i kommunen Bilac och delstaten São Paulo, i den södra delen av landet, 700 km söder om huvudstaden Brasília. Bilac ligger 430 meter över havet och antalet invånare är 7 052.
Terrängen runt Bilac är platt. Närmaste större samhälle är Birigui, 18,6 km nordost om Bilac.
Trakten runt Bilac består i huvudsak av gräsmarker. Runt Bilac är det ganska tätbefolkat, med 58 invånare per kvadratkilometer.